# Ommatius upertelus
Ommatius upertelus là một loài ruồi trong họ Asilidae. Ommatius upertelus được Oldroyd miêu tả năm 1960. Loài này phân bố ở vùng nhiệt đới châu Phi.